# 张银林
张银林（圣名若瑟：1971年3月27日—），是中國籍天主教主教。也是現任衛輝教區正權主教。他並獲得教廷和中華人民共和國政府的雙重認可。

## 生平
張銀林出生于1971年3月27日，中國河南林州的教友家庭，自幼受洗。1996年自中國天主教神哲學院畢業後晉鐸。於2011年當選河南天主教教務委員會副主任，再在2013年起任河南省政協委員。後出任安陽教區副主教。
2015年4月，張銀林當選成為安陽教區助理主教。同年8月4日（聖維雅納紀念日），張銀林助理主教的祝聖典禮在安陽市主教座堂舉行，並由90歲的安陽教區正權主教張懷信主禮。
張銀林的晉牧同時獲得了教宗方濟各和中國政府的承認，這是2012年馬達欽主教祝聖禮後、也是2013年教宗方濟各上任之後，中國首次公開祝聖主教。
張懷信主教於2016年5月8日去世後，張銀林主教根據教會法自動繼任為第三任衛輝教區正權主教。